# Toskánka
Toskánka je osada rozdělená na dvě části. Jedna z nich spadá pod obec Braškov, od něhož leží severovýchodním směrem na opačné straně dálnice D6. Od části patřící pod Pletený Újezd, bezprostředně sousedící se zástavbou vlastní obce, ji odděluje ulice 9. května.
Na začátku 17. století zde byl vystavěn lovecký zámeček patřící vévodkyni Anně Marii Františce Toskánské. Po ní také dostala místní část svůj název. Na přelomu 17. a 18. století prošel přestavbou na zájezdní hostinec (poprvé zmiňován roku 1810), jenž v roce 1816 vlastnil braškovský rychtář. Ve dvoře hostince bývala asi deset metrů hluboká studna vyzděná pískovcovými kvádry, které se však počátkem 21. století sesypaly.
Na Toskánce také žil první braškovský starosta Jan Moucha (ve funkci v letech 1850–1864). K roku 1843 je zde zmiňován pouze hostinec, kovárna a trojice domů.

## Další fotografie

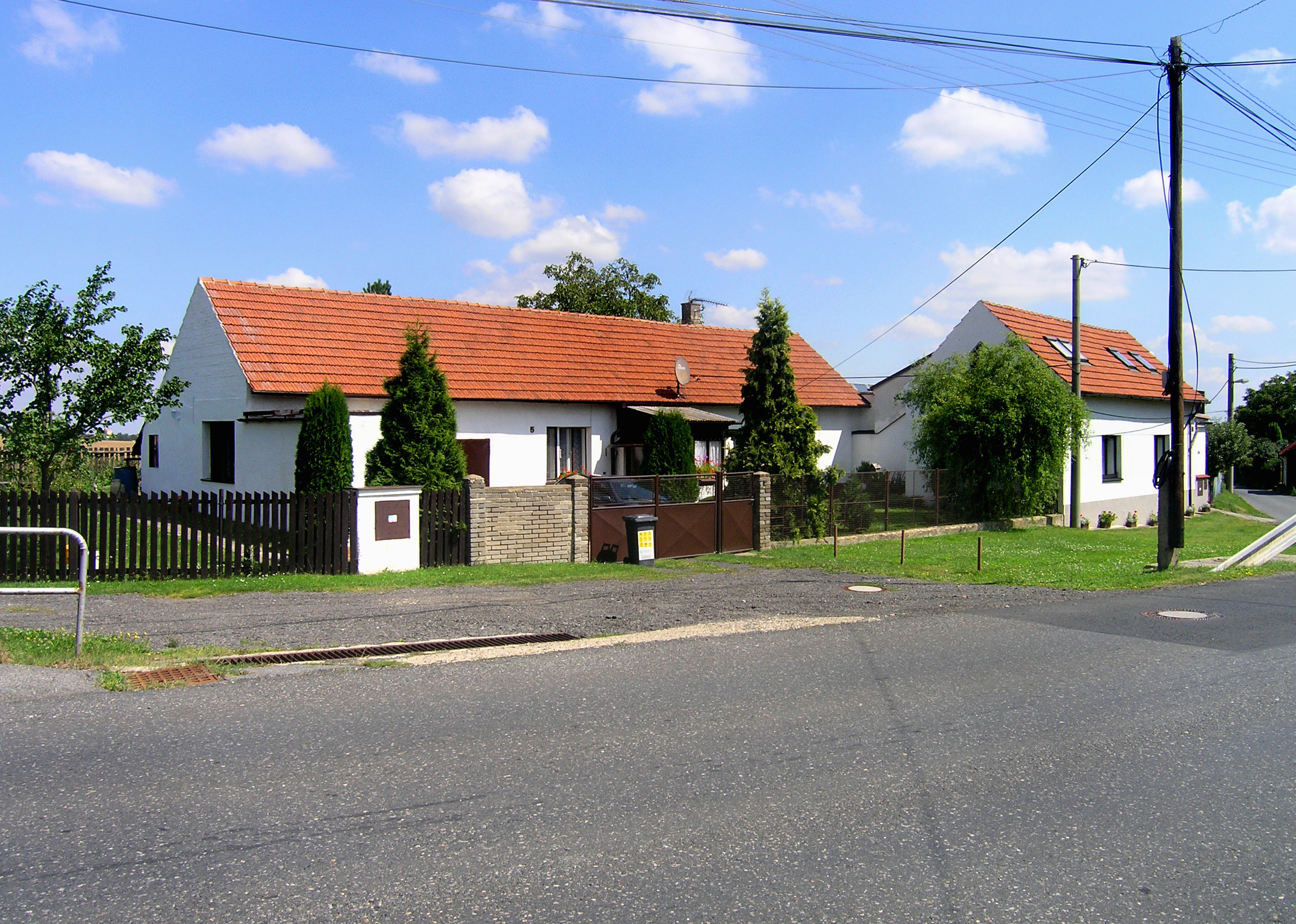
Náves
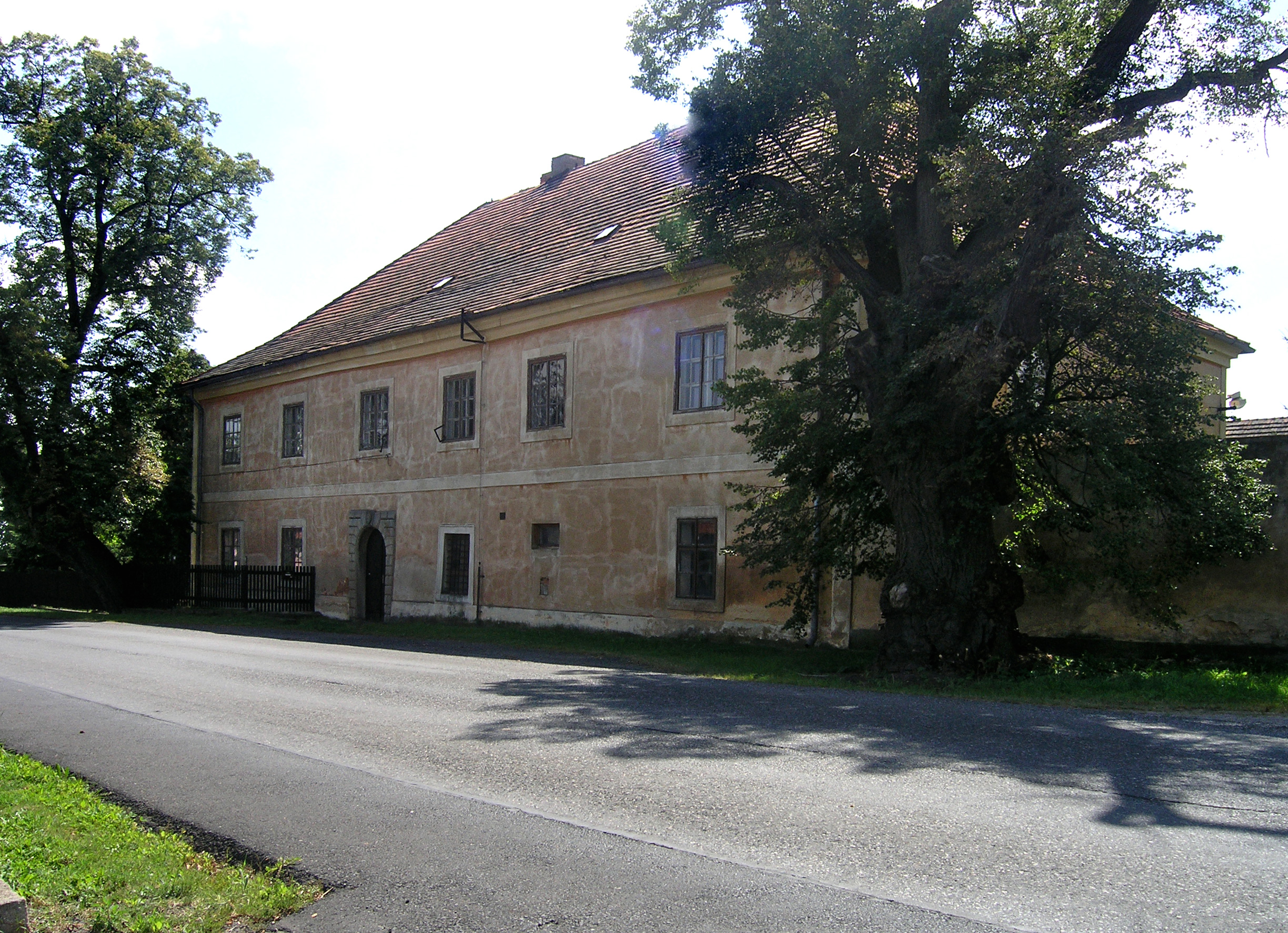
Bývalý zámeček přestavěný na zájezdní hostinec